# Cynoponticus coniceps
Cynoponticus coniceps is een  straalvinnige vissensoort uit de familie van snoekalen (Muraenesocidae). De wetenschappelijke naam van de soort is voor het eerst geldig gepubliceerd in 1882 door Jordan & Gilbert.
De soort staat op de Rode Lijst van de IUCN als Onzeker, beoordelingsjaar 2007.